# YouTube
YouTube (укр. Ютуб; від англ. you «ти, ви» + tube «труба» = «телик» (жарг. «телевізор»); [juːt(j)uːb]) — популярний відеохостинг, що надає послуги розміщення відеоматеріалів. Заснований 14 лютого 2005 року трьома працівниками PayPal: Чадом Герлі, Стівеном Чені та Джаведом Карімом. Зараз є підрозділом компанії Google. Станом на серпень 2019 року YouTube є другим за відвідуваністю сайтом в Інтернеті (за даними компанії Alexa Internet).
Користувачі можуть додавати, переглядати і коментувати ті чи інші відеозаписи. Завдяки простоті та зручності використання, YouTube став одним із найпопулярніших місць для розміщення відеофайлів. Служба містить як професійні, так і аматорські відеозаписи, у тому числі відеоблоги.
У жовтні 2006 року відеосервіс придбала компанія Google Inc. за $1,65 млрд. Засновник YouTube Чад Герлі заявив, що успіх компанії полягає не лише в тому, що користувачі можуть показати свої відео всьому світу; на YouTube можна легко знайти потрібне відео і порекомендувати його іншим.
До січня 2012 року кількість щоденних переглядів відео на сайті сягала 4 млрд, а в травні того ж року на сайт щохвилини завантажувалося близько 72 год відеоматеріалів.
2019 року на YouTube завантажували 300 год відео щохвилини, щодня переглядали 5 млрд відео.
В травні 2025 року YouTube Shorts щодня генерував понад 70 млрд переглядів.
Станом на 16 червня 2025 року сайт платформи «Маніфест» містить інформацію про понад 13 тисяч українськомовних Ютуб-каналів.

## Історія компанії

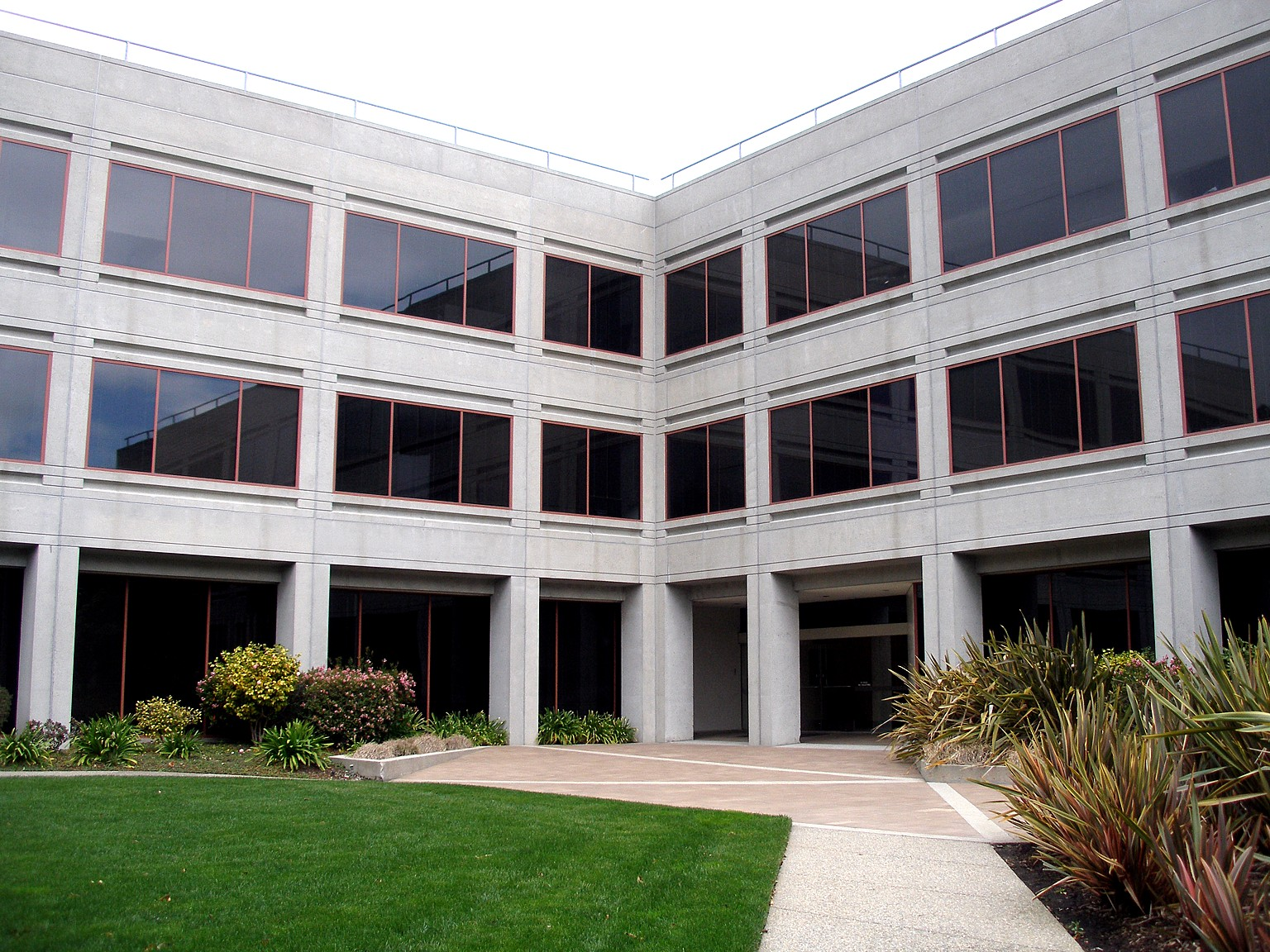
Офіс YouTube в Сан-Бруно

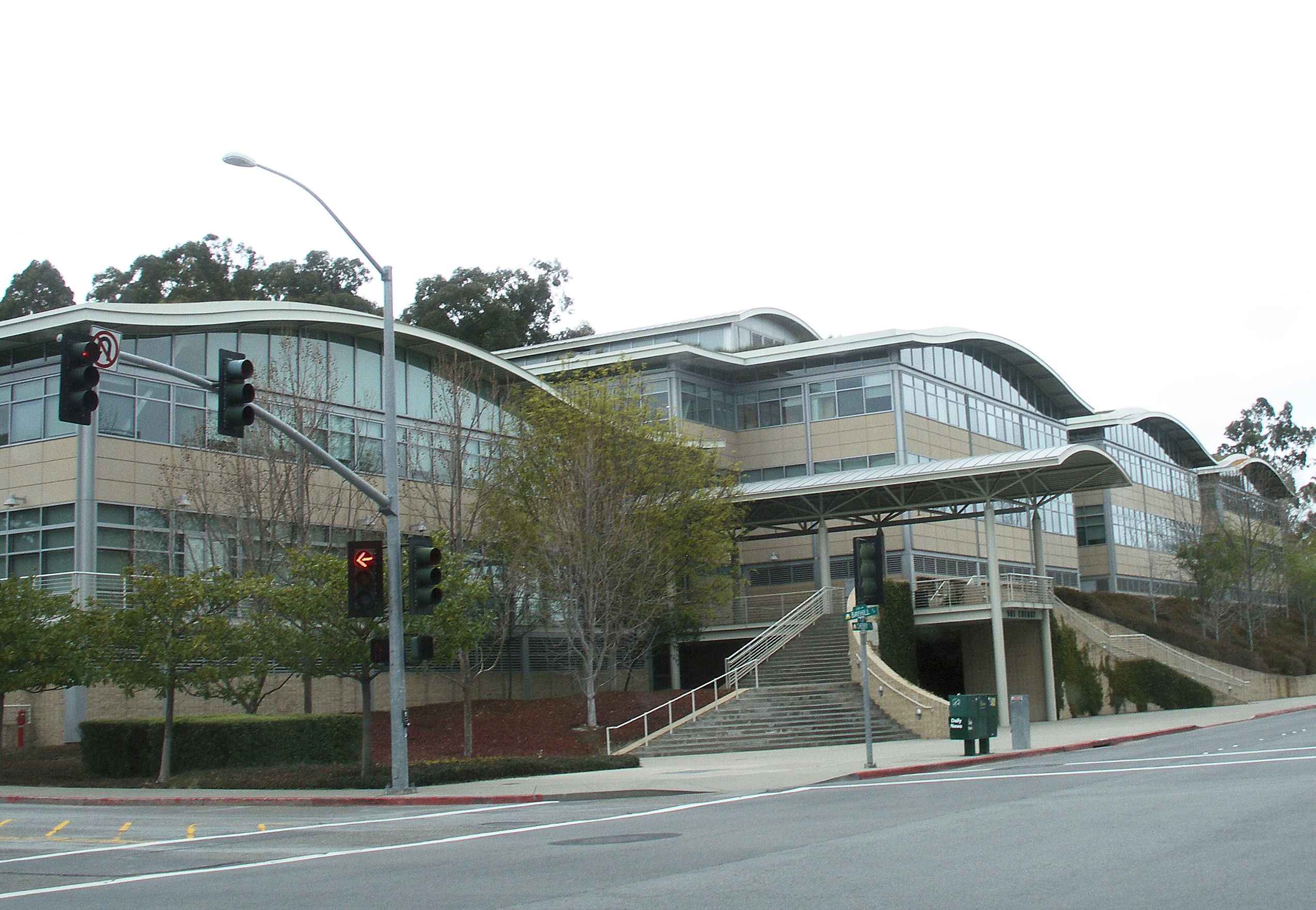
Штаб-квартира YouTube у Сан-Бруно

Заснований 14 лютого 2005 року в американському місті Сан-Бруно, Каліфорнія дизайнером Чадом Герлі (англ. Chad Hurley) і програмістами Стівом Ченом (англ. Steve Chen) і Джаведом Карімом (англ. Jawed Karim), які до цього разом працювали в компанії PayPal. За однією з версій, автором ідеї проєкту був Карім, якого на думку про створення сервісу наштовхнули власні безуспішні спроби знайти в інтернеті відеоролик за участю Джанет Джексон і Джастіна Тімберлейка. За іншою версією, ідея створення YouTube виникла, коли Герлі, Чен і Карім захотіли обмінятися фотографіями та відеороликами, знятими під час вечірки, і з'ясувалося, що в інтернеті немає зручного сервісу для розміщення відео. Після цього було вирішено створити сайт, куди користувачі мали б змогу легко вантажити короткі відеоролики, які потім автоматично перекодувались у формат флеш-відео, що давало б змогу переглядати відео більшістю інтернет-браузерів.
Перший відеоролик тривалістю 19 секунд під назвою «Я в зоопарку» з'явився на сайті 23 квітня 2005 року. Його розмістив один із засновників компанії, Джавед Карім. Спочатку сервіс не мав популярності, проте вже в липні 2005 року після введення ряду нововведень, включно з можливістю залишати коментарі до роликів і вставляти відеоролики з YouTube в записи на інших сайтах, блогах, число відвідувачів сайту почало стрімко зростати. У грудні 2005 року число щоденних переглядів вже становило 8 млн, а до липня 2006 року їх кількість зросла до 100 млн, що, за даними YouTube, становило 60 % усіх переглядів онлайн-відео в інтернеті.
На сайті використовувалася технологія Flash Video (FLV), що дає змогу отримати гарну якість запису за невеликого обсягу переданих даних. Проєкт став успішним засобом розваги і, сформувавши свою спільноту, за даними статистики аналітичної компанії Alexa, випередив за поширеністю соцмережу MySpace.
Першим великим інвестором YouTube стала компанія Sequoia Capital; з листопада 2005 року до квітня 2006 року вона вклала в проєкт 11,5 млн $. За деякими відомостями, ще $25 млн інвестицій сервісу вдалося залучити у квітні 2006 року. У березні того ж року сайт почав вивішувати контекстну рекламу, однак, за оцінками експертів, протягом перших років існування сервіс практично не приносив своїм власникам доходу. Однією з головних причин цього називали високі витрати на технічну підтримку YouTube: тільки інтернет-трафік, за даними на квітень 2006 року, обходився йому в $1 млн на місяць.
Іншою проблемою YouTube стала велика кількість контенту, вміст якого порушував закони про охорону прав правовласників на відтворення і копіювання матеріалів. Незважаючи на положення американського законодавства, які знімали з власника сайту відповідальність за завантажені користувачем матеріали, і запевнення керівництва YouTube, що всі матеріали, розміщені з порушенням закону, негайно вилучалися з сайту, до осені 2006 року на компанію було подано кілька судових позовів. Зокрема, у вересні про намір подати в суд на YouTube заявили представники музичного лейбла Universal Music. У цей час багато фахівців пророкували YouTube долю популярного аудіохостингу Napster, який 2000 року був закритий через претензії правовласників. Керівництво YouTube доклало значних зусиль для вирішення конфліктів, пов'язаних з копірайтом. У вересні 2006 року між YouTube і Warner Music було підписано угоду, відповідно до якої сервісу в обмін на частину доходів від реклами було дозволено публікувати матеріали, правами на які володіла Warner Music. У жовтні того ж року аналогічні угоди уклали з Universal Music, а також іншим великим лейблом Sony BMG Music Entertainment і медіакомпанією CBS. Пізніше YouTube уклав договори про співпрацю з іншими медіагігантами, такими як Time Warner Inc. і The Walt Disney Company. Тепер у разі пред'явлення обґрунтованих претензій відеоматеріали, розміщені користувачами, в яких немає на те авторських прав, знімаються з сайту.
У листопаді 2006 року була завершена купівля YouTube компанією Google за $1,65 млрд. Угода стала найбільшою покупкою Google Inc. за всю історію компанії. До покупки YouTube у Google була служба подібної спрямованості — Google Video. Представники Google не мали наміру закривати його, а спланували використовувати як місце пошуку відео на всіх сайтах, де можна розміщувати відео. Нині пошук Google Video включає і YouTube.
Попри те, що YouTube є третім за популярністю сайтом у світі, заробити на ньому не вдається, про що неодноразово заявляв виконавчий директор Google Ерік Шмідт. Розміщення реклами не приносить тих прибутків, на які спочатку розраховували в Google, а обслуговування сайту обходиться досить дорого. За даними аналітичного агентства comScore, витрати на підтримку YouTube в 2009 році становили $740 млн; це вдвічі більше, ніж порталу вдалося заробити. Google вже давно намагається придумати нові моделі, які б дали змогу відеосервісу заробляти гроші. У 2008 році пошуковик домовився з компаніями Apple і Amazon про продаж музики за допомогою YouTube. Крім того, Google активно укладає контракти з медіахолдингами, які розміщують на YouTube фрагменти фільмів, серіалів і телешоу.
У червні 2007 року були запущені дев'ять локальних версій YouTube у Великій Британії, Франції, Іспанії, Італії, Нідерландах, Ірландії, Польщі, Бразилії та Японії. У наступні роки сервіс був локалізований у декількох десятках країн світу і перекладений на десятки мов. 30 вересня 2010 року з'явився україномовний користувацький інтерфейс, а з 10 жовтня того ж року українською представлена й довідка з використання сервісу.
Серед роликів, які принесли YouTube світову популярність, — відеорепортаж про дівчинку, яка загинула в результаті передвиборчих протестів в Ірані; інтерв'ю сайту Барака Обами; реклама Nike за участю Роналдіньо і виступ Сюзан Бойл на телеконкурсі «Британія шукає таланти». Статистика сайту станом на 2008 рік: YouTube looks for the money clip.
В 2014 році головним виконавчим директором (CEO) YouTube було призначено Сьюзан Войчицькі, яка до того, як очолити YouTube була старшим віце-президентом з рекламних продуктів Google.
17 травня 2018 року YouTube оголосив про ребрендинг YouTube Red, як YouTube Premium (супроводжуваний значним розширенням послуг у Канаді та на 13 європейських ринках), а також майбутній запуск окремої підписки на YouTube Music.
З грудня 2020 року глядачі в YouTube можуть забороняти деякі типи реклами, зокрема, алкоголю та азартних ігор. Як заявили представники компанії, ці фільтри не гарантують, що подібна реклама не буде відображатись. Ця функція спочатку запрацювала для глядачів зі США, а з 2021 року вона має стати доступною в інших країнах.
У листопаді 2021 року Youtube вирішив переглянути політику щодо вподобань та дизлайків: кількість дизлайків буде прихована для глядачів контенту. 
24 квітня 2025 року, на честь 20-річчя з моменту завантаження першого відео Youtube, відеохостинг запустив у веб-версії тестування плеєра з новим дизайном.
В червні 2025 року платформа YouTube розпочала тестування тривалості реклами, зокрема вона буде  транслюватися 30 с - замість звичних 15 с.

## Історія логотипів

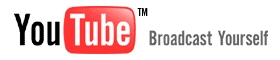
2005-2011
2013-2015
2015-2017
2017-2024
з 2024

## Різне
Згідно зі статистикою на лютий 2012 року, за хвилину на Youtube завантажується до 60 год відео (березень 2010 — 24 год, листопад 2010 — 35 год, травень 2011 — 48 год), а за день — 86 400 год. Найдовший ролик триває 596 год.
Існує застосунок YouTube для Smart TV.

### Локалізація
| Країна           | Мова                                                                      | Дата запуску      |
| ---------------- | ------------------------------------------------------------------------- | ----------------- |
| Аргентина        | Іспанська                                                                 | 8 вересня 2010    |
| Австралія        | Австралійська англійська                                                  | 22 жовтня 2007    |
| Білорусь         | Білоруська                                                                | 6 жовтня 2015     |
| Бразилія         | Португальська                                                             | 19 червня 2007    |
| Ірландія         | Англійська (ірландська)                                                   | 19 червня 2007    |
| Канада           | Канадський варіант англійської мови і канадський варіант французької мови | 6 листопада 2007  |
| Чехія            | Чеська                                                                    | 9 жовтня 2008     |
| Франція          | Французька                                                                | 19 червня 2007    |
| Німеччина        | Німецька                                                                  | 8 листопада 2007  |
| Гонконг          | Кантонський китайський                                                    | 17 жовтня 2007    |
| Ізраїль          | Іврит                                                                     | 16 вересня 2008   |
| Туреччина        | Турецька                                                                  | 1 жовтня 2012     |
| Індія            | Хінгліш і хінді                                                           | 7 травня 2008     |
| Італія           | Італійська                                                                | 19 червня 2007    |
| Японія           | Японська                                                                  | 19 червня 2007    |
| Республіка Корея | Корейська                                                                 | 23 січня 2008     |
| Мексика          | Іспанська                                                                 | 11 жовтня 2007    |
| Нідерланди       | Нідерландська                                                             | 19 червня 2007    |
| Нова Зеландія    | Новозеландський варіант англійської мови                                  | 22 жовтня 2007    |
| Польща           | Польська                                                                  | 19 червня 2007    |
| Росія            | Російська                                                                 | 13 листопада 2007 |
| Іспанія          | Іспанська                                                                 | 19 червня 2007    |
| ПАР              | Південно-африканський варіант англійської мови                            | 17 травня 2010    |
| Швеція           | Шведська                                                                  | 22 жовтня 2008    |
| Тайвань          | Китайська                                                                 | 18 жовтня 2007    |
| Велика Британія  | Британський варіант англійської мови                                      | 19 червня 2007    |
| Україна          | Українська                                                                | 13 грудня 2012    |

### Протидія тероризму
В 2017 році створений глобальний Інтернет-форум для протидії тероризму спільно з Facebook, Twitter та Microsoft. Екстремістський вміст на YouTube значно зменшився внаслідок цих та інших зусиль, як людських, так і машинних алгоритмів.

### Ставлення до мови ворожнечі
YouTube дозволяє контент із ворожими висловлюваннями, якщо він має освітню, документальну, наукову або мистецьку мету, але не є пропагандою таких висловлювань. В 2019 році в YouTube була змінена політика користування: відтепер модератори видалятимуть відео та коментарі з прихованими погрозами, натяками на насильство.

## YouTube Rewind
YouTube Rewind — серія відео, виготовлених, створених і завантажених на YouTube на офіційний канал. Це відеоогляд найпопулярніших відео на YouTube за останній рік. Щороку кількість знаменитостей на YouTube Rewind збільшується. У жовтні 2021 року YouTube Rewind було скасовано.

## YouTube Awards
YouTube Awards (також відома як YouTube Video Awards) була рекламною акцією, яку проводив веб-сайт для обміну відео YouTube, щоб відзначити найкращі створені користувачами відео року. Нагороди вручалися двічі, у 2007 та 2008 роках, причому за переможців голосували користувачі сайту з короткого списку, складеного співробітниками YouTube. YouTube було засновано 14 лютого 2005 року та швидко почав розвиватися – до липня 2006 року відвідуваність сайту зросла на 297 відсотків. У результаті цього успіху в березні 2007 року YouTube запустив власну акцію нагородження, щоб відзначити деякі з найкращих відео сайту. Було складено сім шорт-листів, по десять відео на шорт-лист. Користувачам було запропоновано проголосувати за переможців протягом п’яти днів на спеціальній веб-сторінці. Співак Деміан Кулаш, чий гурт OK Go переміг у номінації «Найкреативніший» за кліп «Here It Goes Again», сказав, що отримання нагороди YouTube було сюрреалістичною честю і що сайт «швидко й повністю» змінює культуру.

## YouTube SEO
SEO оптимізація в YouTube — це процес оптимізації власних відео на YouTube з метою збільшення їх видимості в результатах пошуку YouTube. Це також допомагає отримувати більше переглядів і трафіку на власні відео через потрапляння в рекомендації YouTube, коли він за допомогою інструментів штучного інтелекту виводить певні рекомендації контенту кожному користувачу за його інтересами. Тобто, YouTube показує рекомендований контент за інтересами користувача в різних місцях на платформі. Для цього YouTube використовує алгоритм, який враховує історію переглядів користувача, його підписки та взаємодії з відео, щоб показати йому рекомендований контент, який, ймовірно, буде йому цікавим. YouTube є частиною Google, і використовує подібні алгоритми пошуку, щоб показувати користувачам відео, які найкраще відповідають їхнім пошуковим запитам. Разом з тим, також існує необхідність незначної оптимізації своїх відео для YouTube SEO.

## Блокування
Блокування відеохостингу YouTube розділяють на зовнішні та власні (внутрішні). До зовнішнього блокування відносяться спроби блокування відеохостингу, наприклад, владою конкретної країни. До внутрішнього блокування відноситься блокування як самого відеохостингу, так і блокування конкретних акаунтів, що може здійснюватися безпосередньо відеосервісом YouTube. До внутрішнього блокування також відноситься блокування окремого відео. 

### Зовнішні

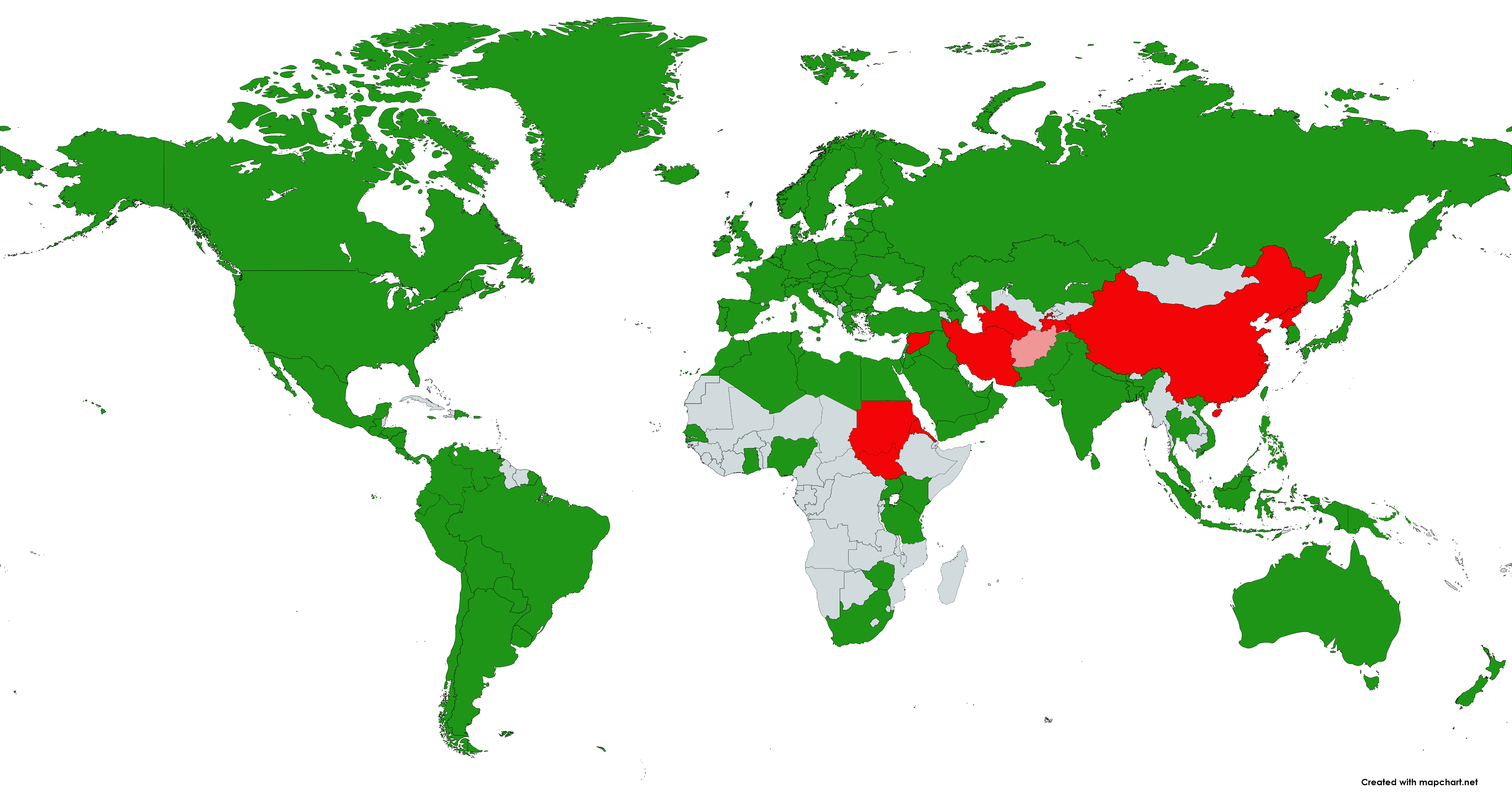
Мапа розповсюдження YouTube на травень 2021 року. Зелене — місцева версія YouTube, сіре — доступний, червоне — в даний час заблоковано, рожеве — раніше блокувалося

Доступ до YouTube в різних країнах світу неодноразово блокувався з різних причин. 
Станом на 9 квітня 2024 року YouTube продовжує бути забороненим в наступних країнах: Еритреї, Ефіопії, Ємені, Ірані, Китаї, Північній Кореї, Туркменістані, Узбекистані.

#### Іран
У грудні 2006 року YouTube був заборонений в Ірані після публікації непристойного відео за участю популярної актриси. Згодом доступ до сервісу в цій країні кілька разів відкривався і блокувався знов; наприклад, в червні 2009 приводом для заборони YouTube стали заворушення, що відбулися за виборами президента Ірану.

#### Туреччина
З березня 2007 року YouTube кілька разів блокувався владою Туреччини, приводом для чого, зокрема, ставали відеоролики, що ображали засновника турецької держави Мустафи Кемаля Ататюрка.

#### Таїланд
У квітні 2007 року YouTube був заблокований у Таїланді після відмови вилучити відеоролик, що ображав короля Таїланду. У серпні того ж року заборона була знята після того, як YouTube ввів фільтрацію відеоматеріалів для користувачів Таїланду. Згодом за рішенням суду або за запитом влади тих чи інших країн YouTube неодноразово блокував доступ до відеороликів, зміст яких було визнано таким, що суперечить місцевим законам.

#### Китай
У березні 2009 року YouTube був заблокований у Китаї. Причини заборони не були офіційно названі, проте ЗМІ відзначали, що сталося це незабаром після появи на YouTube відеоролика про жорстоке побиття протестувальників у Тибеті, який китайська влада оголосила сфальсифікованими.

#### США
У липні 2012 року, на YouTube був розміщений 14-хвилинний трейлер знятого в США аматорського фільму «Невинність мусульман», що висміює пророка Магомета. У вересні того ж року на YouTube була викладена версія цього відео, перекладена на арабську мову, після чого в багатьох мусульманських країнах пройшли численні акції протесту проти образи ісламу. Кульмінацією став напад на консульство США в лівійському місті Бенгазі 12 вересня 2012 року, під час якого був убитий американський посол. Того ж дня YouTube, «зважаючи на виняткові обставини», заблокував доступ до фільму в Лівії та Єгипті, пізніше (після звернення місцевої влади) в Індії, Індонезії, Малайзії та Сингапурі. Водночас Google відповів відмовою на прохання адміністрації США переглянути статус відеоролика, заявивши, що він не порушує правил YouTube, оскільки спрямований проти ісламу, але не проти мусульман. В інших країнах, у тому числі мусульманських, доступ до відео тоді також залишився відкритим. Того ж місяця через «Невинність мусульман» доступ до YouTube був повністю закритий у Саудівській Аравії, Судані, Ірані, Пакистані і Бангладеш.

#### Росія
17 вересня 2012 року Генпрокуратура РФ підготувала позовну заяву до суду про визнання фільму «Невинність мусульман» екстремістським матеріалом. Того ж дня, Роскомнагляд закликав усіх російських операторів зв'язку обмежити доступ до скандального фільму. Після цього ЗМІ повідомляли про обмеження доступу до YouTube в різних регіонах Росії. 19 вересня протягом декількох годин YouTube був заблокований для абонентів компанії Ростелеком в Омську і Омській області — як пояснив оператор, на підставі розпорядження обласної прокуратури, яка рекомендувала місцевим операторам обмежити доступ до фільму «Невинність мусульман». Низка операторів тимчасово закрила доступ до YouTube в республіках Північного Кавказу і Ставропольському краї. Представники Google в Росії заявили, що готові заблокувати доступ до фільму в Росії у випадку, якщо російський суд визнає цей фільм екстремістським. 1 жовтня 2012 року це зробив Тверський суд Москви, задовольнивши заяву Генпрокуратури.
У грудні 2020 року Держдума Росії прийняла в другому — основному — читанні законопроєкт № 1058572-7, що дає Роскомнадзору право блокувати інтернет-ресурси, які «допускають дискримінацію щодо російських ЗМІ». Під дію документу підпадають найбільші інтернет-ресурси — Youtube, Facebook і Twitter. Один з розробників ініціативи, глава профільного комітету нижньої палати Олександр Хінштейн називав блокування Youtube на території РФ крайньою та малоімовірною мірою. 31 грудня 2020 року закон був опублікований після узгодження Радою Федерації Росії та підпису президентом Росії.
На початку вересня 2024 року, згідно з аналізом користувацького трафіку Vigo, швидкість роботи YouTube у Росії впала до найнижчого рівня. Результати показали, що для користувачів стаціонарних мереж середній час запуску відео зріс майже в 10 разів: з 1,21 сек на початку червня до 11,01 сек у вересні. У мобільних мережах швидкість завантаження також впала більш ніж удвічі, з 1,76 сек до 3,83 сек. Кількість роликів, які завантажуються більше трьох секунд, збільшилася з 2,8 % у червні до 56,7 % у вересні. Уповільнення роботи YouTube також позначилося на зниженні популярності платформи вдвічі, а кількість переглядів скоротилася на 52 %.
За даними Google, 23 грудня 2024 року трафік на платформі з Росії впав до 20 % від середніх значень, які фіксувалися до серпня 2023 року. Корпорація Google підтвердила, що її сервіси, включно з YouTube, зазнали блокування з боку Роскомнадзору. У пресслужбі компанії заявили, що жодних технічних обмежень з їхнього боку не було.
З 1 березня 2025 року, згідно інформації, оприлюдненої Центром моніторингу та управління, мережею зв'язку загального користування (ЦМУ МЗЗК) Роскомнагляду, відеохостинг YouTube у Росії став повністю недоступним.

### Внутрішнє блокування

#### 2021
Відеохостинг YouTube оголосив про блокування контенту, який спрямований проти вакцинації, бо дезінформація щодо щеплення проти коронавірусу переростає в помилкове уявлення про вакцини в цілому.
Адміністрація YouTube заблокувала два канали Russia Today німецькою мовою. Головний редактор Маргарита Симоньян пригрозила санкціями Росії проти відеохостингу.
YouTube запровадив оновлення, згідно з яким на платформі забороняється публікувати контент, у якому оскаржують результати виборів та вводять людей в оману. Відеохостинг планує блокувати авторів відповідних публікацій.
YouTube заявив про нову політику, яка забороняє монетизацію на контенті в якому заперечують зміни клімату.
Youtube заблокував акаунти Слідчого комітету Білорусі. Відповідне рішення було прийнято через санкції щодо осіб та організацій в країні.

#### 2022
11 березня YouTube заблокував доступ до каналів російських державних ЗМІ по всьому світу. Крім того, нещодавно було зупинено всю рекламу YouTube в Росії. Тепер це поширюється на всі способи монетизації на платформі в Росії.

#### 2023
31 серпня на території тимчасово окупованого Криму почали спостерігатися проблеми з підключенням до відеохостингу YouTube. Зокрема, до сервісу не могли під`єднатися мешканці низки великих міст у різних районах півострову.

#### 2024
6 лютого YouTube заблокував понад 40 регіональних каналів державної телевізійної та радіомовної компанії РФ. А саме, YouTube заблокував такі канали: ДТРК Санкт-Петербурга, Татарстану, Марій-Ел, Удмуртії, Бєлгородської, Брянської, Мурманської, Псковської, Ростовської, Томської областей, Забайкальського краю. Канали ТБ стали також недоступними в містах Вологді, Іртиші, Пермі, Саратові, Тюмені, Адигеї, Карелії, Комі, Якутії, на Алтаї та в інших регіонах.
5 липня, згідно з повідомленням ресурсу LRT, відеосервіс YouTube заблокував канали російських артистів, які публічно підтримують війну проти України. Попередньо, офіційні канали російських артистів було заблоковано після звернення комісії з радіо і телемовлення Литви до Google і YouTube. Зокрема, відеосервіс заблокував сторінки тих співаків, які нещодавно потрапили під санкції Європейського Союзу, серед них — Шаман, Григорій Лепс, Поліна Гагаріна, Олег Газманов і Юлія Чичеріна.
12 липня відеохостинг YouTube в Росії почав працювати помітно гірше, а якість роликів істотно знизилася. За даними «Ростелекома», причина уповільнення YouTube в країні-агресорі пов’язана з технічними проблемами в обладнанні Google на мережевій операторській інфраструктурі та пірингових стиках у країні. За прогнозами вже ло кінця місяця швидкість завантаження YouTube на стаціонарних комп'ютерах в Росії може знизитися до 40 %, а до кінця наступного тижня — вже до 70 %. Цей захід поки що стосується лише десктопної версії сервісу. За повідомленням низки джерел остаточне блокування відеохостингу YouTube в Росії відбудеться вже у вересні 2024 року.
На початку жовтня YouTube почав масово блокувати акаунти та канали, причому повідомлення про проблеми надходили з усього світу — зі США, Європи та Азії. Після блокування облікового запису користувачі були позбавлені доступу до всіх сервісів YouTube, у тому числі платних YouTube Premium, YouTube TV та YouTube Music. Згідно повідомлення Google, це блокування було помилковим. Під нього потрапили навіть користувачі, які не викладали відео і навіть не відкривали канали. В даний час розробники намагаються розібратися, чим була викликана проблема, після чого вони планують розблокувати забанені акаунти.
19 грудня компанія Google запровадила нові обмеження для контенту, що публікується на YouTube. Відтепер блокуватимуться ролики, в яких містяться клікбейтні описи або заголовки, а також діпфейки за участю облич знаменитих людей.

#### 2025
Протягом ІІ кварталу 2025 року Google видалив майже 11 000 каналів YouTube та інших акаунтів, які поширювали пропаганду з боку Китаю, РФ та інших країн. Зокрема, під блокування потрапили понад 7700 каналів YouTube, пов’язаних з Китаєм. Понад 2000 видалених каналів були пов’язані з РФ. Крім того, було видалено пропагандистські кампанії, пов’язані з Азербайджаном, Іраном, Туреччиною, Ізраїлем, Румунією та Ганою, які були спрямовані проти політичних конкурентів.
У липні 2025 року YouTube заблокував на території України шість каналів блогера Андрія Серебрянського, більш відомого як Андрій Луганський. Зазначається, що блогер і колишній телеведучий поширював на своїх каналах проросійські наративи.

## Розвиток

### Перспективи розвитку YouTube
На думку експертів, YouTube може стати частиною мультимедійної імперії Google, на платформі якої споживачі зможуть отримувати доступ до фільмів, книг, журналів, телевізійного та іншого цифрового контенту. «У найближчі кілька років YouTube значно зміниться», — вважає Райан Лоулер, фахівець відеоресурсу NewTeeVee.com.

#### Освіта та наука в YouTube

##### Медицина в YouTube
YouTube використовується не лише для розважальних та комерційних цілей, а й для розповсюдження та отримання інформації і знань з медицини. В наукової літератури стверджується, що YouTube стає засобом наукових комунікацій про науку та медицину.

##### Наука в YouTube
Результати наукових досліджень, опубліковані в YouTube, можуть використовуватись для поширення ідей, знань та кінцевих результатів наукової діяльності.

##### Освіта
Зараз слухачі, які навчаються по всьому світу, мають можливість самостійно дізнаватися про різні освітні теми без географічних та фінансових обмежень. Але оскільки YouTube є легкодоступною платформою для завантаження оствітніх матеріалів, він також несе ризик розповсюдження помилкової інформації, неякісного освітнього контенту чи поширення псевдонауки. Поточне використання платформи для освіти, як і будь-який інструмент, має як свої переваги, так і недоліки.

### Розвиток в Україні
В Україні перше відео на YouTube було завантажено 2005 року. Українська мова вперше стала доступною для користувачів Youtube 13 грудня 2012. 29 жовтня 2012 року відбулася перша трансляція українського 5 каналу про Вибори.
2014 року сім YouTube-каналів з України було відзначено нагородою «Срібна кнопка» (англ. Silver Play Button Youtube) за здобуття 100 тис підписників. Серед них 5 канал, Громадське телебачення, Еспресо TV, Телебачення Торонто та Розетка. Також цю нагороду здобули ТСН DZIDZIO,, Потап і Настя.
2017 Року була створена спільнота українськомовних ютуберів —Маніфест , для того, щоб поширювати українськомовний контент. На офіційному сайті є розділ Академія, у якому є корисні поради для новачків. Також можна знайти українськомовний канал по категорії . На сайті є навіть рейтинг українськомовних каналів, де можна зареєструвати свій, якщо у вас є три українськомовні відео на ютуб каналі.

## Прямі трансляції
У 2011 році на YouTube в бета-версії з'явилася можливість створювати прямі трансляції. Згодом ця функція вийшла з бета-тестування і стала повноцінною частиною сервісу. Трансляції можна як видаляти, так і зберігати на каналі. У момент, коли пряма трансляція триває, глядачі мають можливість говорити між собою у спеціальному чаті.

## Унікальні жанри

### YouTube Poop
YouTube Poop (YTP) — відеоколажі, які почали з'являтися на відеохостингу YouTube, головна мета яких зробити з оригінальних відео щось зовсім інше, найкумеднішим і найбезглуздішим чином. Часто вони мають психоделічний або абсурдницький ефект. Для російськомовних відеоколажів такого типу набула поширеність назва RYTP (Russian YouTube Poop).

### Let'splay
Let'splay — демонстрація ігрового процесу відеогри з коментарями ведучого. У описі відео цього жанру є додаткова функція — вказати відеогру. Також для збору відеозаписів жанру let'splay створено спеціальний сервіс — YouTube Gaming, у якому відеоролики згруповані за іграми.

### Lifehack
Lifehack (лайфхаки, дослівний переклад з англ. — «злом життя») — відеозаписи зі збіркою різноманітних способів, що допомагають у повсякденному житті.

### Challenge
Challenge — один з популярних жанрів відео на YouTube. Автори відео виконують завдання, часто — безглузді, з метою збільшення кількості переглядів. Наприклад, Ice Bucket Challenge — облити себе холодною водою й передати «естафету» далі.

## Особливості
- На сайті YouTube.com користувачі можуть завантажувати відео в декількох поширених форматах, у тому числі .mpeg і .avi. YouTube автоматично конвертує їх у Flash Video (.mp4) з використанням невільного (патентованого) кодека H.264 [джерело?], а також кодеків для формату WebM, і робить їх доступними для перегляду в онлайн[джерело?].
- За межами YouTube.com кожне відео супроводжує ряд спеціальних сайтів, які можуть завантажувати відео з YouTube. З січня 2009 року Youtube надає можливість завантажувати деякі відеоролики безпосередньо з сайту. Можливо збереження без допомоги сторонніх застосунків. Збережене відео розміщується в кеші браузера (якщо ролик має великий розмір, в кеші може виявитися тільки його частина, яка перевірялася остання, як правило цього не відбувається з роликами тривалістю менше 15 хвилин).
- в Mozilla Firefox відео тимчасово зберігається в каталозі профілю. Кеш доступний за адресою about: cache.
- в Internet Explorer відео тимчасово зберігається у теці Temporary Internet Files в профілі користувача (наприклад, «%USERPROFILE%\Local Settings\Temporary Internet Files \»).
- в Opera відео тимчасово зберігається в кеші профілю в каталозі cache4.
- в Google Chrome відео тимчасово зберігається в каталозі (наприклад, «%USERPROFILE%\Local Settings\Application Data\Google\Chrome\User Data\Default\Cache\»).
- Ролик буде мати характерне ім'я (різне для різних браузерів). Знайти цей файл найпростіше, виконавши пошук у теці кешу з наступними параметрами: Розмір — більше 100 Кб, час зміни — за останню годину. Знайдений файл можна зберегти (копіювати) в потрібне місце. Якщо файл не має розширення, потрібно приписати в кінці розширення .flv і відео можна буде переглядати за допомогою будь-якого програвача, що підтримує FLV, наприклад VLC. Також згідно зі статистикою на лютий 2012 року, у хвилину на Youtube завантажується 60 год відео (березня 2010 — 24 год, листопад 2010 — 35 год, травень 2011 — 48 год), а в день — 86 400 год. Найдовший ролик триває 596 год. Існує застосунок YouTube для Smart TV.
- На відеосервісі існувала можливість пограти в гру «Змійка»[144]. Раніше для цього треба було поставити відео на паузу і натиснути будь-яке поєднання клавіш висоти-ширини (↓+→, ↑+← і т. ін.) кілька разів поспіль; потім для цього стало достатньо одноразово натиснути послідовність ↑, →, ↓ або одночасно затиснути ←+↑ чи ←+↓, навіть не ставлячи на паузу. Зараз для більшості пристроїв YouTube використовує переглядач HTML 5, в якому ця гра відсутня (примусити YouTube використовувати старий Flash-переглядач наразі можна через зміну налаштувань браузера або додавання до адресного рядка параметру &nohtml5=1).
- Згідно з результатами маркетингового дослідження[145] у 2014 році відеосервіс YouTube перевершив за популярністю традиційне телебачення в США.
- Відео, де знімаються діти до 13 років, у середньому набирають втричі більше переглядів, ніж без них. З огляду на це, а також на формальне обмеження віку користувачів платформи від 13 років, YouTube створив окрему платформу і додаток YouTube Kids[146].
- В 2023 році YouTube інтегрував штучний інтелект для голосового дубляжу відео[147].
- У 2024 році було вдосконалено функцію «Видалити пісню». Тепер алгоритми на основі ШІ дозволяють вирізати із вже завантаженого на відеохостинг контенту музичні треки, захищені авторським правом, не впливаючи на інші звуки[148].

## Сервіси
- YouTube Shorts — сервіс, подібний TikTok[149], який слугує для створення коротких відео до 60 секунд. В липні 2021 став доступний в ста країнах, в тому числі і в Україні[150][151].
- YouTube Premium — сервіс надає можливість дивитися відео без реклами та слухати музику в YouTube Music[152][153].
- YouTube TV — сервіс дозволяє дивитись та записувати телепередачі[153][154][155].
- YouTube Геймінг — сервіс дозволяє вести прямі ігрові трансляції та спілкування між геймерами[153][156].
- YouTube Music — сервіс потокового передавання музики[153].
- YouTube VR — сервіс для перегляду сферичного відео та контенту у форматі віртуальної реальності (потрібно мати підтримуваний пристрій і спеціальну гарнітуру)[153].
- YouTube Kids — сервіс пропонує відео, орієнтовані на дитячу аудиторію, з куратором вибору вмісту, функціями батьківського контролю та фільтруванням відео, які є недоцільними для перегляду дітям молодшим 13, 9 або 5 років залежно від обраної вікової групи[153][157].
- Творча студія YouTube — платформа для авторів, на якій можна керувати YouTube-каналом[153].
- YouTube Go — сервіс дозволяє завантажувати відео і переглядати його протягом 30 днів. Доступний тільки в Індії[153].
- YouTube Director — сервіс для створення відеореклами[153][158].

## Збої в роботі
5 березня 2024 року, увечері, в роботі Facebook, Instagram, Messenger та частково YouTube стався масовий збій. На роботу платформ та програм, а також відсутність доступу до облікових записів почали масово скаржитися користувачі по всьому світу, в тому числі і в Україні.
18 серпня 2025 року, з 20:00 (за київським часом), за даними моніторингового сервісу Downdetector, у користувачів українського сегменту YouTube виникли проблеми з роботою сервісу. Найбільше зареєстрованих проблем стосувалося потокового відео та веб-сайту, зокрема: 53 % - потокове відео, 41 % - веб-сайт, 6 % - додаток.